# Прва битка за Доњецки аеродром
Прва битка за Доњецки аеродром била је битка између побуњеника сепаратиста повезаних са Доњецком Народном Републиком и украјинских владиних снага која се одиграла на Међународном аеродрому Доњецк 26 – 27. маја 2014. године, као део рата у Донбасу који је почео након Украјинске револуције 2014. Друга битка је избила на аеродрому 28. септембра 2014.